# Mistrzostwa Nordyckie w Zapasach 2018
Mistrzostwa odbyły się w dniach 18–19 maja 2018 roku w szwedzkim mieście Västerås. W tabeli medalowej tryumfowali zapaśnicy ze Szwecji.

## Tabela medalowa
Gospodarz zawodów został zaznaczony kolorem.
| Poz. | Państwo   |    |    |    | Łącznie |
| ---- | --------- | -- | -- | -- | ------- |
| 1    | Szwecja   | 10 | 5  | 2  | 17      |
| 2    | Finlandia | 5  | 5  | 4  | 14      |
| 3    | Norwegia  | 3  | 4  | 3  | 10      |
| 4    | Łotwa     | 2  | 0  | 0  | 2       |
| 5    | Estonia   | 1  | 4  | 2  | 7       |
| 6    | Litwa     | 1  | 3  | 4  | 8       |
| 7    | Dania     | 1  | 1  | 1  | 3       |
|      | Łącznie   | 23 | 22 | 16 | 59      |

## Mężczyźni

### Styl klasyczny
| Konkurencja         | Złoto            | Srebro               | Brąz              |
| Kategoria do 60 kg  | Mikkel Lassen    | Gytis Kulevičius     | Juuso Latvala     |
| Kategoria do 63 kg  | Virgil Bica      | Ott Saar             | ----              |
| Kategoria do 67 kg  | Danielo Di Feola | Mikko Peltokangas    | Rami Syrjä        |
| Kategoria do 72 kg  | Mikko Lyttinen   | Toni Ojala           | Khalid Kerchiyev  |
| Kategoria do 77 kg  | Matias Lipasti   | Petter Karlsen       | Rajbek Bisultanov |
| Kategoria do 82 kg  | Vili Ropponen    | Anton Olsson         | Oskar Johansson   |
| Kategoria do 87 kg  | Emil Sandahl     | Martynas Nemcevičius | Erik Int          |
| Kategoria do 97 kg  | Arvi Savolainen  | Mathias Bak          | Romas Fridrikas   |
| Kategoria do 130 kg | Oskar Marvik     | Artur Vititin        | Nikola Milatovic  |

### Styl wolny
| Konkurencja         | Złoto            | Srebro          | Brąz           |
| Kategoria do 57 kg  | Vile Jaskari     | Roope Miettunen | ----           |
| Kategoria do 65 kg  | Amir Kham        | Sten Orav       | ----           |
| Kategoria do 74 kg  | Alberts Jurcenko | Miska Suhonen   | Vili Sillanpää |
| Kategoria do 79 kg  | Ivars Samušonoks | Kim Stenberg    | Jone Nieminen  |
| Kategoria do 97 kg  | Sven Engström    | Ragnar Kaasik   | ----           |
| Kategoria do 125 kg | Hannes Käärik    | ----            | ----           |

## Kobiety

### Styl wolny
| Konkurencja        | Złoto               | Srebro            | Brąz                     |
| Kategoria do 50 kg | Ramona Eriksen      | Taru Vainionpää   | Hanna Martinson          |
| Kategoria do 53 kg | Silje Kippernes     | Daniela Lundström | Anita Maskina            |
| Kategoria do 55 kg | Liliana Juarez      | Synne Haagensen   | ----                     |
| Kategoria do 57 kg | Sara Lindborg       | Szilvia Peter     | Viktorija Augustauskaitė |
| Kategoria do 59 kg | Elin Nilsson        | Sofia Aak         | Kornelija Zaicevaitė     |
| Kategoria do 62 kg | Olivia Henningsson  | Cesilie Magnusse  | Giedrė Blekaitytė        |
| Kategoria do 68 kg | Danutė Domikaitytė  | Moa Nygren        | ----                     |
| Kategoria do 76 kg | Denise Makota-Ström | Kamilė Gaučaitė   | Iselin Solheim           |